# 이순우 (금융인)
이순우(1950년 12월 15일 ~ )는 대한민국의 금융인이자 2014년 현재 우리금융지주 회장이다.

## 학력
- 대구고등학교 졸업
- 성균관대학교 법학과 졸업

| 전임 이종휘 | 제47·48대 우리은행 은행장 2011년 3월 25일 ~ 2014년 12월 30일 | 후임 이광구 |